# Thrákové

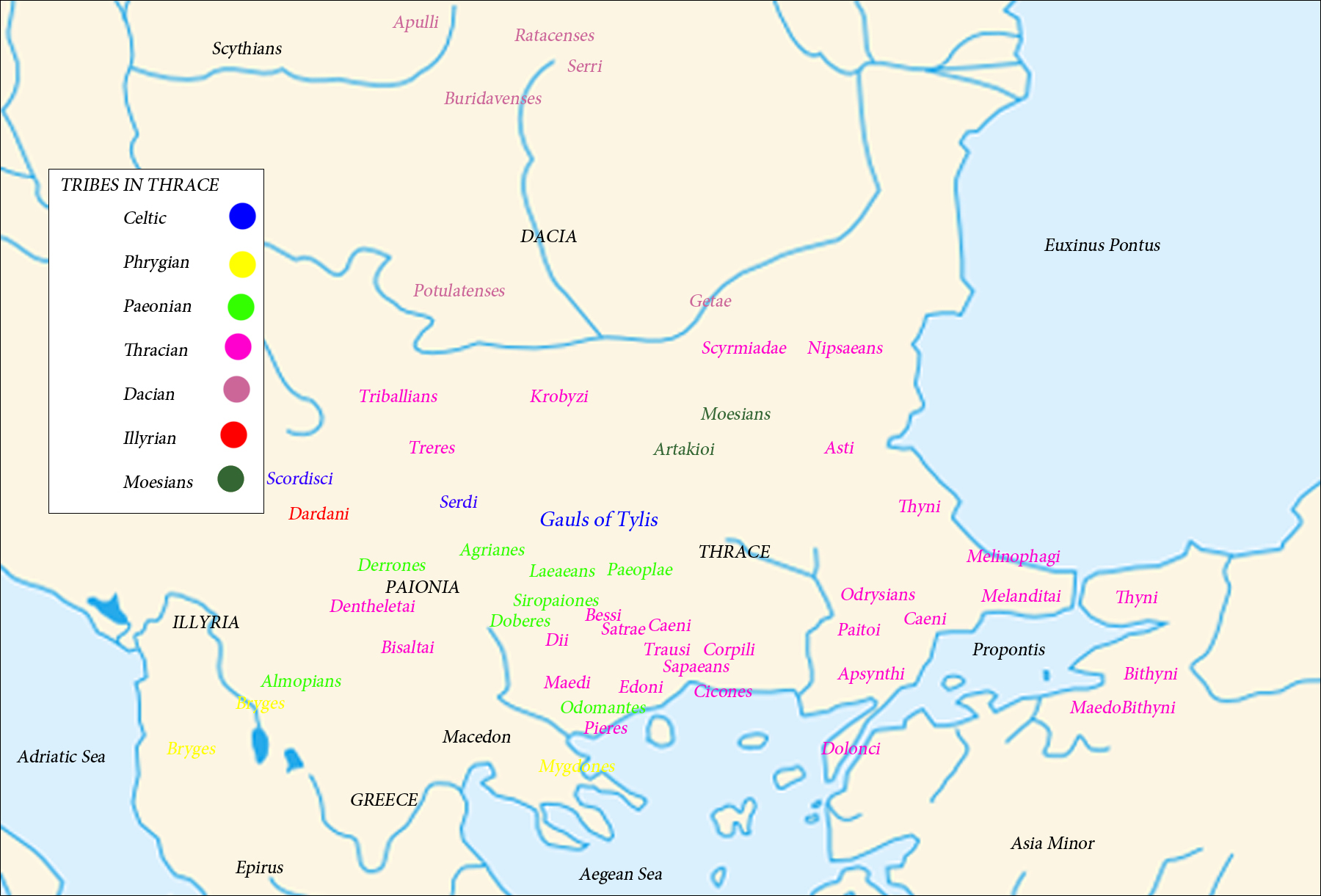
Thrácké a další kmeny na území Thrákie a v přilehlých oblastech

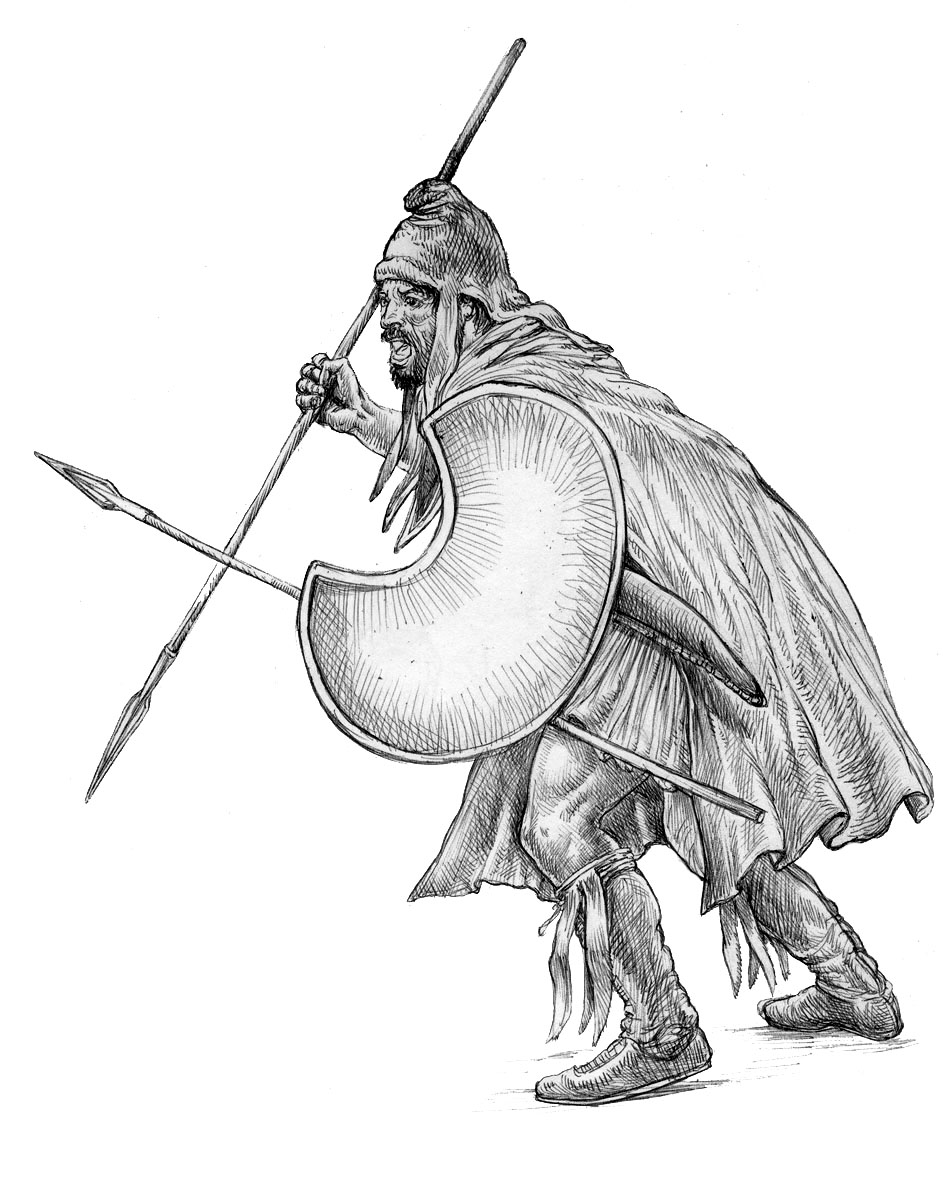
Thrácký voják, 5.–4. století př. n. l.

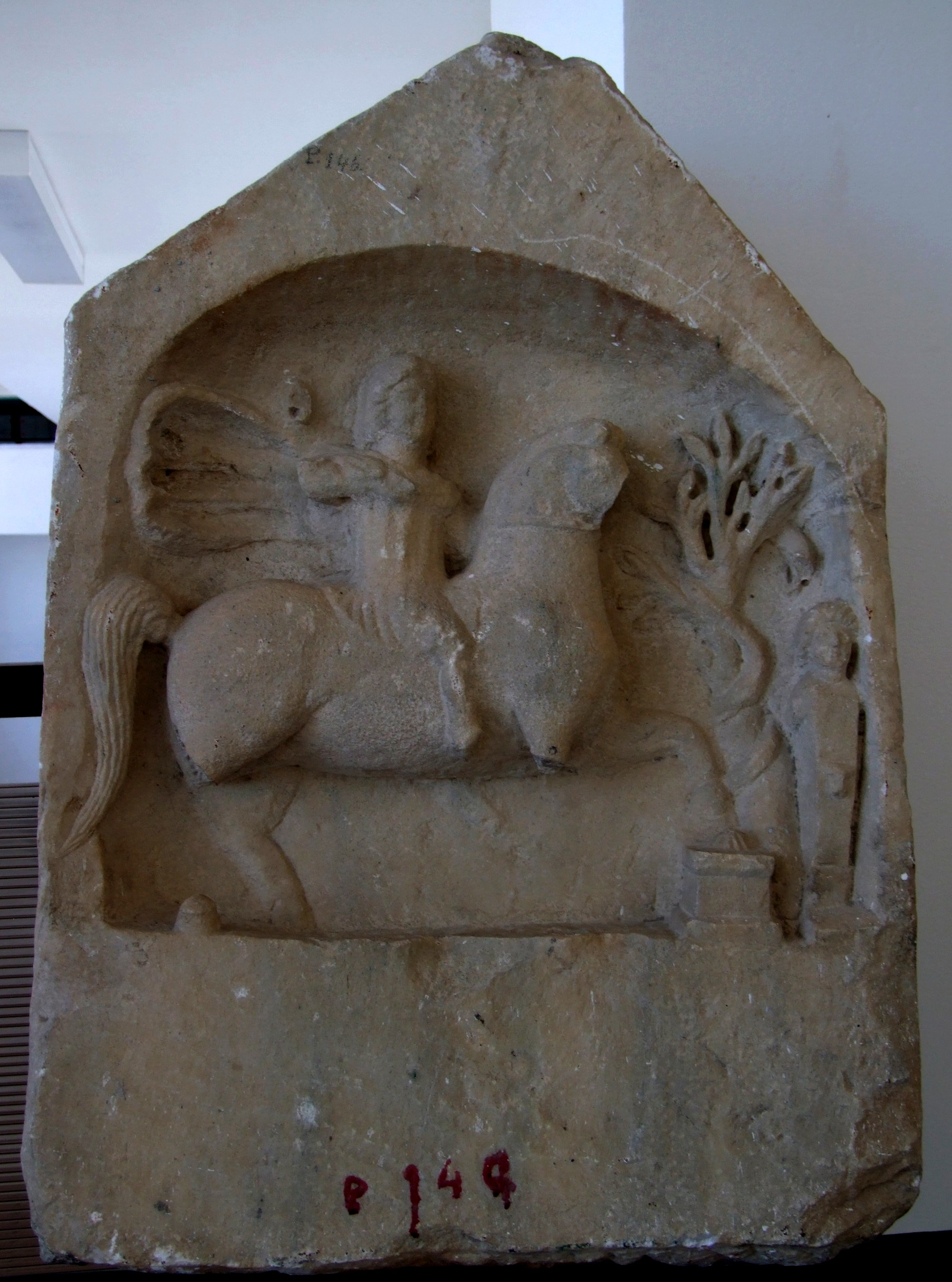
Thrácký jezdec

Thrákové (starořecky Θρᾷκες, Thrāikes, latinsky Thraci) byli skupinou indoevropských národů mluvících thráckým nebo dáckým jazykem, které ve starověku obývaly Balkánský poloostrov a přilehlé oblasti jihovýchodní Evropy. V jihovýchodní Evropě sídlili hlavně na území dnešního Bulharska, Rumunska a severního Řecka, ale také v severozápadní Anatolii (Malá Asie) v Turecku.
Přesný původ Thráků není znám, ale předpokládá se, že proto-Thrákové vzešli z údajné směsi Protoindoevropanů a raných evropských farmářů, kteří přes Malou Asii přicházeli z jiných části Asie a Afriky. Protothrácká kultura se vyvinula také v Gety, Dáky a také několik dalších menších thráckých kmenů. Xenofanés v šestém století př. n. l. popsal Thráky jako „modrooké a zrzavé“.
Thrácká kultura byla Řeky a Římany popisována jako kmenová. Zůstali do značné míry nejednotní, přičemž jejich prvním stálým státem bylo Odryské království v pátém století před naším letopočtem. Přibližně ve stejnou dobu čelili podrobení ze strany Achaimenovské říše. Thrákové zažili krátké období míru poté, co byli Peršani poraženi Řeky v řecko-perských válkách. Odryské království ztratilo nezávislost na Makedonii na konci 4. století před naším letopočtem a nezávislost znovu získalo po smrti Alexandra Velikého.
Thrákové v polovině druhého století před naším letopočtem čelili dobytí Římany, za nichž čelili vnitřním sporům. Tvořili hlavní části povstání proti Římanům spolu s Makedonci až do třetí makedonské války. Thrákové osídlili území pojmenované podle pozdějších římských provincií Thrákie, Moesie, Dácie, Malá Skythie, Bithýnie, Mýsie, Makedonie, Panonie a v menším počtu i některé další. Tyto provincie pokrývají většinu balkánského poloostrova na sever od Řecka. Severní thrácké kmeny – Getové, žili na území od Dunaje až k Jižnímu Bugu. Poslední zaznamenané použití thráckého jazyka bylo mnichy v 6. století našeho letopočtu.
Řeky a Římany byli Thrákové popisováni jako „válečníci“ a „barbaři“ a byli upřednostňováni jako žoldáci. Starověké popisy krutých lidí jsou sporné a od poloviny 20. století v jižním Bulharsku probíhala archeologie k získání více informací o Thrácích. Jak Římané, tak Řekové je nazývali barbary, protože Thrákové nebyli ani Římané, ani Řekové, a kvůli vnímané zaostalosti jejich kultury. Vnímaná primitivnost může souviset s jejich jednoduchým životem v otevřených vesnicích. Někteří autoři poznamenali, že i po zavedení latiny stále zachovávali své „barbarské“ způsoby. Zatímco Thrákové byli svými současníky vnímáni jako nenároční, údajně „měli ve skutečnosti poměrně vyspělou kulturu, která byla zvláště známá svou poezií a hudbou.“
Thrákové mluvili zaniklým thráckým jazykem a sdíleli společnou kulturu. Thrákové se kulturně stýkali s národy, které je obklopovaly – Řeky, Peršany, Skyty a Kelty – i když takové interakce ovlivnily pouze kruhy aristokratické elity, nikoli thráckou kulturu jako celek. Mezi jejich zvyky patřilo tetování, běžné mezi muži i ženami. Vyznávali polyteistické náboženství.

## Původ
Jejich původ je nejasný, protože se nám dochovalo jen minimum písemných zpráv. Předpokládá se, že Thrákové vznikli smíšením původních obyvatel balkánského poloostrova s indoevropskými kmeny, které přišly do Evropy v rané době bronzové.
Podle moderních jazykovědců patří Thrákové, spolu s Íránci, Slovany a Baltskými národy, do východní skupiny indo-evropských národů. Příbuznost se staro-íránskými národy (Skythové, Sarmati, Kimmeriové) je podpořena i archeologickými nálezy a historickými důkazy o způsobu života, umění a způsobu pohřbívání. Vinko Pribojević se ve svém spisu O původu a dějinách Slovanů z poloviny 16. století pokoušel objasnit, že Thrákové jsou předchůdci dnešních Slovanů.
Někteří historikové (Alexander Fol, Ivan Marazov, Elka Penkova) si myslí, že Thrákové byli součástí větší „thrácko-pelasgické“ skupiny národů. K tomuto názoru dospěli porovnáním thrácké kultury s frygickou, mínojskou a mykénskou kulturou.
První historické zmínky o Thrácích nalézáme v Iliadě, kde jsou spojenci Trójanů.

## Starověk

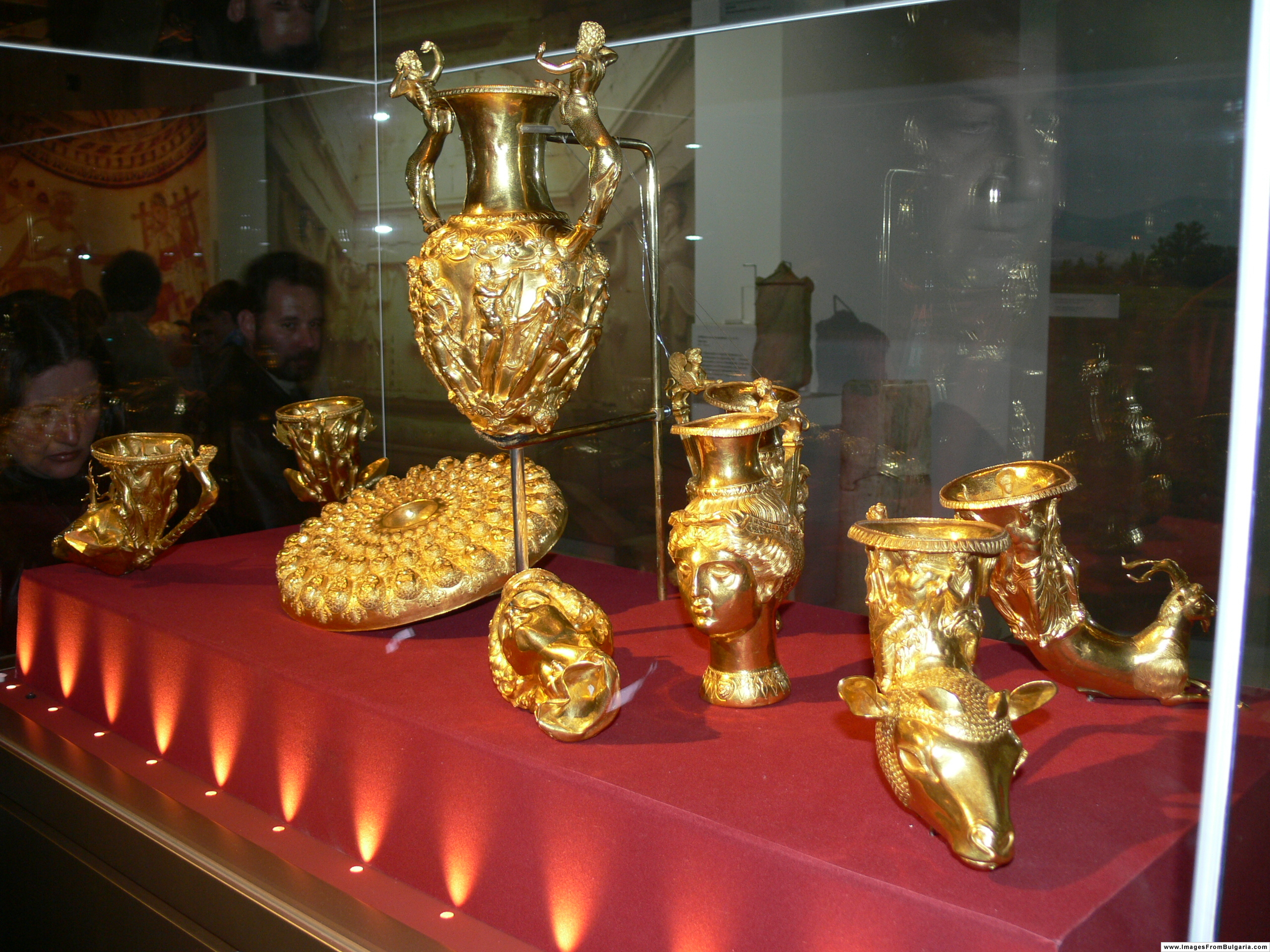
Zlatý thrácký poklad z bulharského Panagjurište

Hérodotos je v 5. století př. n. l. považoval za druhý nejpočetnější národ na světě (po Indech), a pokud by se sjednotili, stali by se podle něj i nejmocnějším národem na světě. Až na výjimky typu Odryského království nebo Dácie pod vedením Burebisty však zůstaly thrácké kmeny nesjednocené.
V této době styky mezi Thrákií a Řeckem zintenzivněly, což vedlo k posílení řeckého vlivu na thráckou společnost, kulturu a řemesla. Protože jejich jazyk neměl žádnou tradici, přijali členové aristokratických rodin v některých oblastech klasickou řečtinu za svůj vlastní jazyk. Thráčtí obchodníci používali řečtinu jako "lingua franca" při svých kontaktech se sousedními kmeny a národy.
Poté, co byli podmaněni makedonským králem a následně i římskou říší, byli Thrákové buď helenizováni nebo romanizováni. Romanizované kmeny v Dácii se staly etnickými předky Valachů, o nichž existují první zmínky z 10. století a z nichž se vyvinuli dnešní Rumuni.
V 6. století byli Thrákové žijící jižně od řeky Dunaj poslovanštěni nově příchozími slovanskými kmeny. V 8. a 9. století se stali jedním ze základních prvků při formování bulharského národa. Kvůli tomu thrácký jazyk a kultura postupně vymizely.

## Významné osobnosti

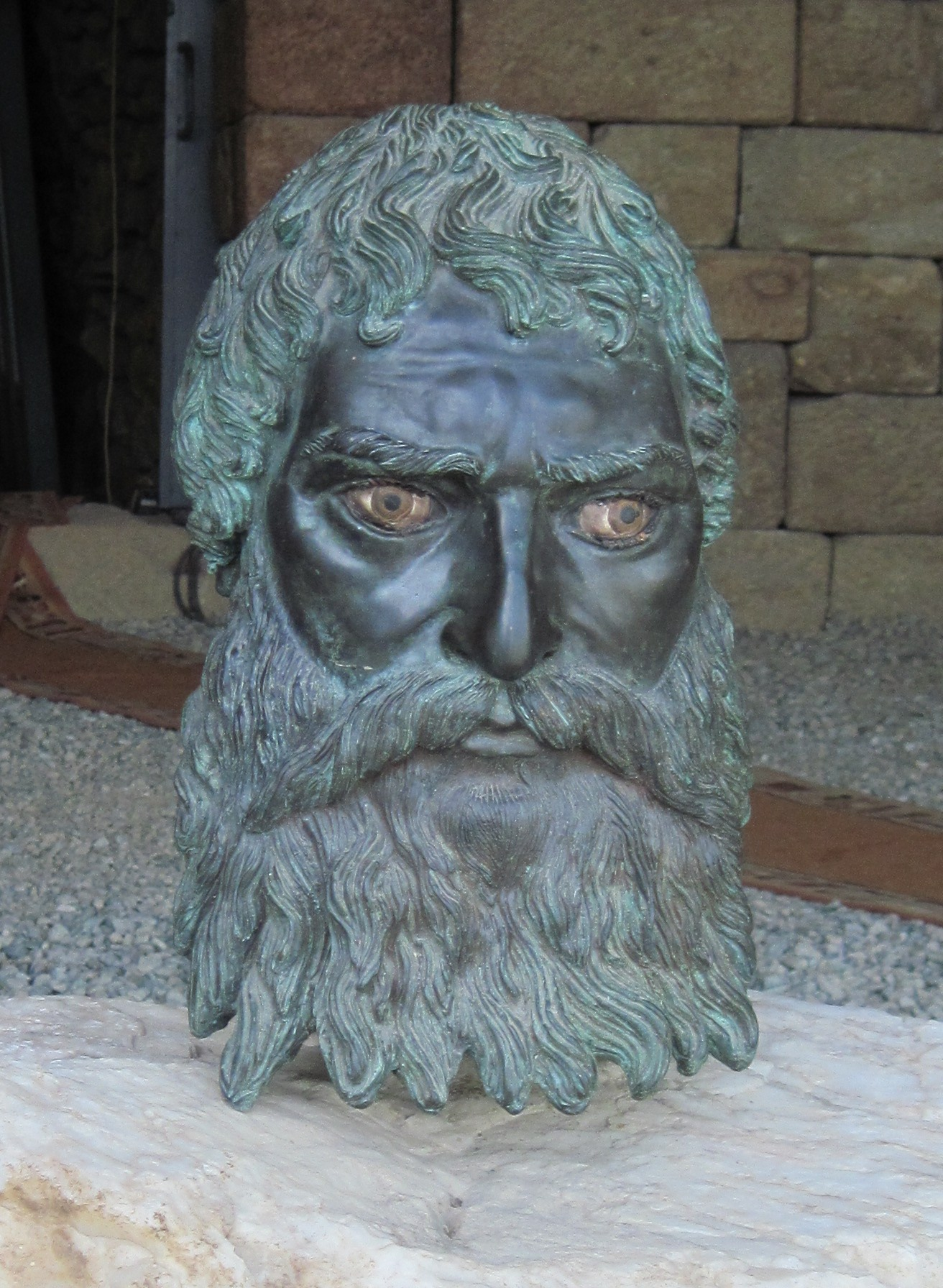
Bronzová hlava Seuthese III. z jeho hrobky.

### Mytické
- Dionýsos – thrácký a posléze i řecký bůh vína.
- Orfeus – bájný pěvec hrající na lyru (podle řeckých bájí). Důležitá postava v náboženské historii Bulharska a Řecka. Viz též Orfismus.
- Rhésos – bájný thrácký král, spojenec Trójanů v trojské válce, byl zabit Odysseem.

### Historické
- Kotys I. – thrácký král, kolem r. 375 př. n. l. sjednotil thrácká království, jeho období je považováno za „zlatý věk“ thrácké moci ve Středomoří. Zavražděn, pravděpodobně na popud Athén, které se obávaly vzrůstající thrácké moci.
- Kavaros – krutý keltský král, vládce Thrákie, v r. 218 př. n. l. byl svržen a vyhnán ze země.
- Spartakus – thrácký otrok, který vedl povstání proti Římanům v letech 73 př. n. l. – 71 př. n. l..
- Burebista – dácký král, který v letech 70 př. n. l. – 44 př. n. l. sjednotil Thráky.
- Decebalus – dácký král (vládl 87 – 106 n. l.), kterého porazil římský císař Traianus.